# Петубастіс I
Петубастіс I — номарх 19-го ному Нижнього Єгипту з центром у Танісі, який 818 року до н. е. проголосив себе фараоном і засновником нової династії. Ця династія правила паралельно з XXII (Лівійською) династією.

## Життєпис
Проголосивши незалежність від інших правителів, Петубастіс боровся з Лівійською династією. Зокрема, він завоював Фіви, які утримував, принаймні, до 794 року до н. е. Однак близько 803 до н. е. Петубастіс був змушений визнати рівність з правителем східної Дельти Іупутом. Тим не менше, Петубастісу удавалось зберігати відносно низьку роздробленість країни, яку було втрачено за його спадкоємців. Після його правління почався період розробленості Стародавнього Єгипту відомий як Додекархія або правління дванадцяти фараонів.